# ペッテル・アンデション
ペッテル・アンデション（Petter Andesson、1985年2月20日 - ）は、スウェーデン・ヴェステルボッテン県リュスヴァットネット出身の元同国代表サッカー選手。ポジションはMF。